# Йедълня-Летниско
Йедъ̀лня-Летнѝско (на полски: Jedlnia-Letnisko, [ˈjɛdlɲa lɛtˈniskɔ]) е село в Централна Полша, Мазовско войводство, Радомски окръг. Административен център е на селската община Йедълня-Летниско. Населението му е 3982 души (2011 г.).
Разположено е на 13 km източно от град Радом и на 91 km южно от столицата Варшава. То е популярен туристически обект, разположен в близост до Коженицкия природен парк и резервата „Йедълня“.